# Manel Terraza
Manel Terraza Farré (nacido el 11 de mayo de 1990 en Barcelona, Cataluña) es un jugador de hockey sobre hierba español. Disputó los Juegos Olímpicos de Londres 2012 y los de  Río de Janeiro 2016 con España, obteniendo un sexto y  quinto puesto, respectivamente.  

## Participaciones en Juegos Olímpicos
- Londres 2012, puesto 6.
- Río de Janeiro 2016, puesto 5.